# أغني ساكشي (فلم 1982)
أغني ساكشي (ويُترجم: بالشهادة بالنار) هو فيلم دراما نفسية باللغة التاميلية من الهند صدر عام 1982، من إخراج ك. بالا تشاندر، وبطولة سيفاكومار وساريثا. تدور أحداث الفيلم حول امرأة مصابة بالفصام تواجه صعوبة في التمييز بين الخيال والواقع.
صدر فيلم أغني ساكشي في 14 تشرين الثاني 1982، ولم يحقق نجاحًا تجاريًا. ومع ذلك، فازت ساريثا بجائزة ولاية تاميل نادو السينمائية لأفضل ممثلة.

## الحبكة
كاناما هي امرأة بريئة وذكية، تملك معرفة بالموسيقى الكلاسيكية والأدب التاميلي، وتحب قصائد بهاراتييار. تعاني من ذُهان وسواسي يجعلها عنيفة عند مواجهة أي إساءة للنساء أو الأطفال. أرافيندان يدير مدرسة للرقص، وإحدى الطالبات وتُدعى أناندي تحبه، لكنه لا يبادلها نفس الشعور.
في أحد عروض أرڤيندان، تُعجب كاناما بأفكاره وأدائه، وتعبر له عن إعجابها الكبير. تبدأ بإرسال قصائدها له عبر الرسائل، وسرعان ما يقعان في الحب. يُبدي أرڤيندان رغبته بالزواج منها لعائلتها، فيُخفون عنه حالتها النفسية ويقبلون العرض بسعادة. من جهة أخرى، تتردد عائلة أرڤيندان، التي تنتمي لطبقة ثرية، في قبول الزواج لكنها توافق في النهاية بعد إلحاحه.
تدخل كاناما في شجارات متكررة مع والدة أرڤيندان الصارمة، سيفاكامي، بسبب تصرفاتها غير الطبيعية. يشعر أرڤيندان بالإحباط من والدته ومن كاناما. في إحدى المرات تصبح كاناما عنيفة جدًا وتهدد بقتل سيفاكامي، فيأخذها إلى طبيب نفسي يخبره أنها قد تتحسن إذا عاملها الناس بحنان. يسأل أرڤيندان والديها عنها فيعرف ماضيها النفسي. وبلا خيار آخر، يوافق على طلاقها، لكنه يتراجع عندما يعلم أنها حامل. يحزن والداه لذلك ويقرران الانتقال إلى منزل آخر.
تظن كاناما أنها ستنجب فتاة، وتلمّح إلى رغبتها في قتل الجنين لحمايته من الإساءة التي قد يتعرض لها في المجتمع. بناء على نصيحة الطبيب النفسي، يأخذها أرڤيندان في إجازة. خلال الرحلة، يلتقيان بصديقة كاناما في الطفولة، تيلاجام، التي تكشف بعض تفاصيل ماضيها المؤلم.
تحكي تيلاجام أن كاناما شهدت سلوك والد تيلاجام المدمن على الكحول، الذي كان يسيء إلى زوجته. وعندما كانت والدة تيلاجام حاملًا بطفلها الثاني، اتهمها والدها بأن الطفل من رجل آخر. وبعد الولادة، قام الأب بضرب زوجته وقتل الطفل بإلقائه أمام قطار مسرع، وشهدت كاناما وتيلاجام هذا الحادث. وقد أثّر هذا الموقف بشدة على نفسية كاناما.
يُطلع أرڤيندان الطبيب النفسي على ماضي كاناما، فيقترح إقناعها بأن الطفلة التي قُتلت على يد والد صديقتها ستعود إلى الحياة كطفلتها هي. ويبدو أن كاناما تقبل هذه الفكرة وتواصل حملها. وفي زيارة للمستشفى، تلتقي بحماتها المريضة، التي تلومها على حرمانها من ابنها. تُصاب كاناما باضطراب شديد بعد هذه المواجهة.
في النهاية، تموت كاناما أثناء الولادة، ولا يتمكن الأطباء من تحديد سبب طبي واضح للوفاة. يقولون إنه يبدو وكأنها لم تكن ترغب بإزعاج أرڤيندان أكثر. ينعى أرڤيندان خسارتها ويحاول مواصلة حياته من أجل طفله.

## طاقم التمثيل
- سيفاكومار بدور أرڤيندان
- ساريثا بدور كاناما
- سوبنا بدور أناندي
- بورنام فيسواناثان بدور والد أرڤيندان
- تشاروهسان بدور الطبيب النفسي
- ك. س. جايالاكشمي
- سيفاكامي بدور والدة أرڤيندان

## ظهور ضيوف الشرف
- راجينيكانت بدور نفسه
- كمال حسن بدور نفسه
- لاثا راجينيكانت بدور نفسها
- سيما بدور نفسها

## الإنتاج
كان من المخطط في البداية أن يؤدي كمال حسن دور البطولة في سيناريو فيلم أغني ساكشي، لكنه تحوّل لاحقًا إلى فيلم متمحور حول شخصية نسائية، وتم اختيار سيفاكومار وساريثا للبطولة.

## الموسيقى التصويرية
تم تأليف الموسيقى بواسطة MS Viswanathan ، مع كلمات الأغاني بواسطة Vaali .  
| أغنية                   | المغنيين                                     |
| ----------------------- | -------------------------------------------- |
| "عام بهاراتي ثاميزوكّو"  | ساريثا                                       |
| "Aarambam Adhikarathin" | إم إس فيسواناثان ، فاني جيرام ، إل آر إسواري |
| "أديي كاناما"           | ب. سوشيلا                                    |
| "كانا كانوم"            | SP Balasubrahmanyam, Saritha                 |
| "أوناي إيناكو"          | إس بي بالاسوبرامانيام                        |
| "فاناكام مودال"         | SP Balasubrahmanyam، P. Susheela             |

## الإصدار والاستقبال
صدر فيلم أغني ساكشي في 14 تشرين الثاني 1982، في يوم عيد الديوالي، بالتزامن مع أفلام أخرى مثل دارلينغ، دارلينغ، دارلينغ، وڤاليبامي ڤا ڤا، وكانماني بونغا، وباريتشايكو نيراماتشو، وأدهيساياپـپيرافيغال.
أشاد الناقد بالوماني من مجلة آنا بأداء سيفاكومار وساريثا، وكذلك بالحوار. لكنه عبّر عن أسفه من أن بالا تشاندر، المعروف بدعمه للنساء المستقلات، اختار أن يصوّر الشخصية الرئيسية كامرأة هستيرية. كما أشار إلى أن تقبّل الجمهور العادي لهذا الفيلم يُعدّ موضع تساؤل كبير، بينما سيلقى الفيلم ترحيبًا من جمهور النخبة.
لم يحقق الفيلم نجاحًا تجاريًا، ومع ذلك فازت ساريثا بجائزة ولاية تاميل نادو السينمائية لأفضل ممثلة.

## روابط خارجية
قالب:K. Balachanderقالب:Kavithalaya Productionsقالب:TamilNaduStateFilmAwardBestFilm